# Stumpwork

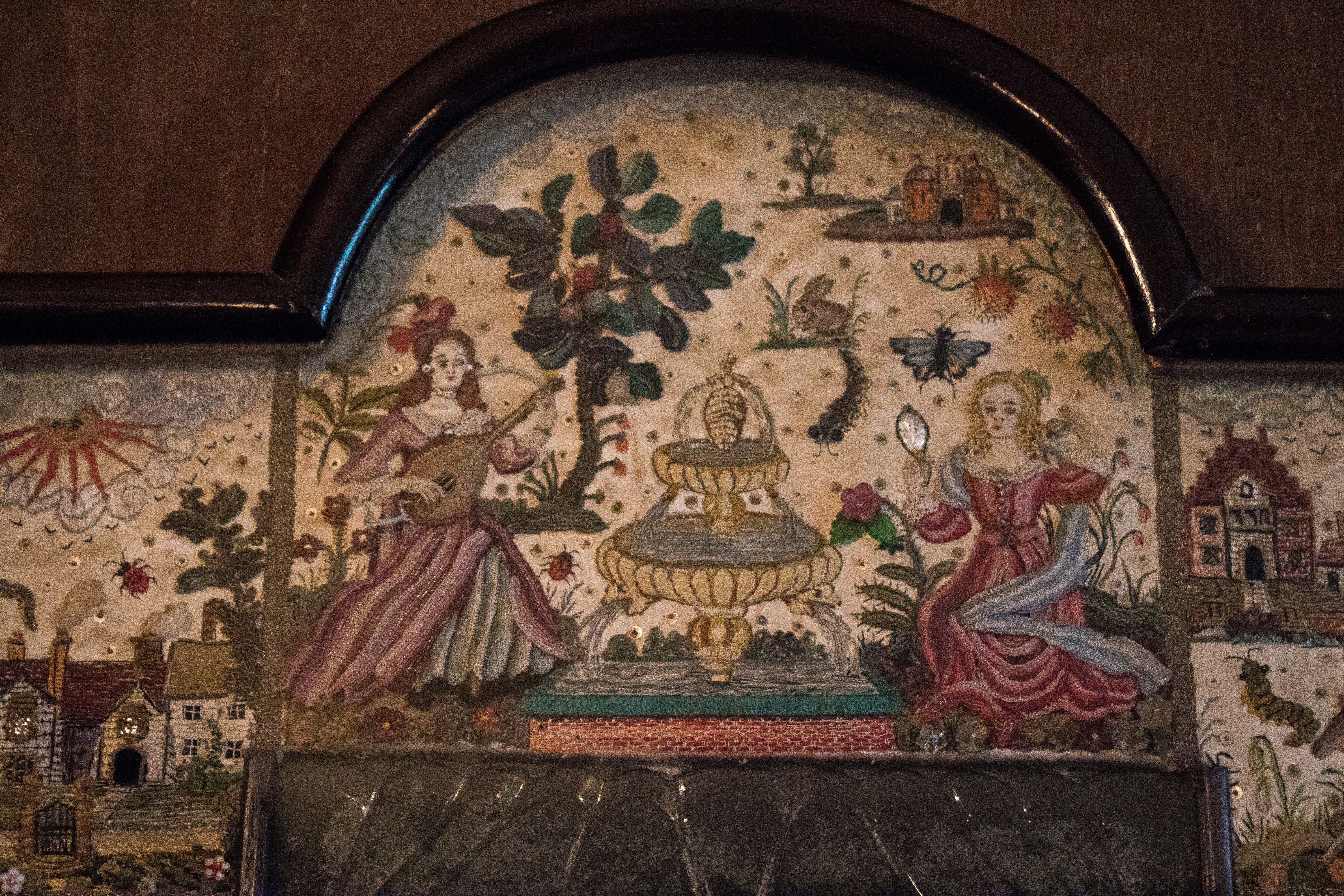
Stumpwork en un marco de espejo, Somerset.

Stumpwork, en español bordado tridimensional, es un estilo de bordado donde las figuras cosidas se elevan desde la superficie de la obra para formar un efecto de 3 dimensiones. Fue inventada en Inglaterra el siglo XVI.
Los puntos se pueden trabajar alrededor de trozos de alambre para crear formas individuales, tales como hojas, alas de insectos o pétalos de flores. Esta forma se aplica a continuación al cuerpo principal de trabajo por la perforación de la tela de fondo con los cables y asegurar fuertemente. Otras formas pueden ser creados utilizando relleno bajo los puntos de sutura, por lo general en forma de capas de fieltro cosidas una sobre la otra en tamaños cada vez más pequeños. El sentido se cubre con una capa de puntos de bordado.